# Antoon van den Heuvel (burgemeester)
Antonius Arnoldus Martinus (Antoon) van den Heuvel, (Lieshout, 29 mei 1864 – aldaar, 11 november 1949) was een Nederlandse politicus. Hij was burgemeester van Lieshout van 1902 tot 1932. Van den Heuvel was lid van de Algemeene Bond van RK-kiesverenigingen en vanaf 1926 van de Roomsch-Katholieke Staatspartij.

## Jachtrecht
Op het moment dat Antoon van den Heuvel zijn vader opvolgde als burgemeester, was Lieshout verwikkeld in een rechtszaak over het jachtrecht. De gemeente had in 1885 besloten de jacht te verpachten op gebieden die in het verleden hadden behoord tot de heerlijkheid Lieshout. In 1897 had Theodorus Snijders geclaimd dat hij de heerlijke jachtrechten had gekocht. Hij had toenmalig burgemeester Johannes van den Heuvel gedagvaard en het jachtrecht opgeëist. De rechtbank te Roermond had de eis in 1899 afgewezen.
Snijders vocht dat vonnis tweemaal aan en verloor beide zaken: in 1902 bij het gerechtshof 's-Hertogenbosch en in 1903 bij de Hoge Raad. Daarmee was definitief vastgesteld dat alle heerlijke jachtrechten opgehouden hadden te bestaan. Als gevolg daarvan viel het jachtrecht toe aan de eigenaren van gronden die vroeger tot de heerlijkheid behoord hadden. Dat gold niet alleen voor de gemeentelijk gronden, maar ook voor percelen die inmiddels particulier eigendom waren. De gemeente verzocht daarop alle grondbezitters het jachtrecht op hun gronden over te dragen aan de gemeente; dan zou de gehele dorpsgemeenschap kunnen profiteren van de pachtopbrengsten. Alle eigenaren stemden hierin toe, waardoor de gemeente de jacht kon verpachten over een gebied van 2537 hectare. De jaarlijkse opbrengst lag in de orde van grootte van vijfhonderd gulden.

## Aanleg Wilhelminakanaal

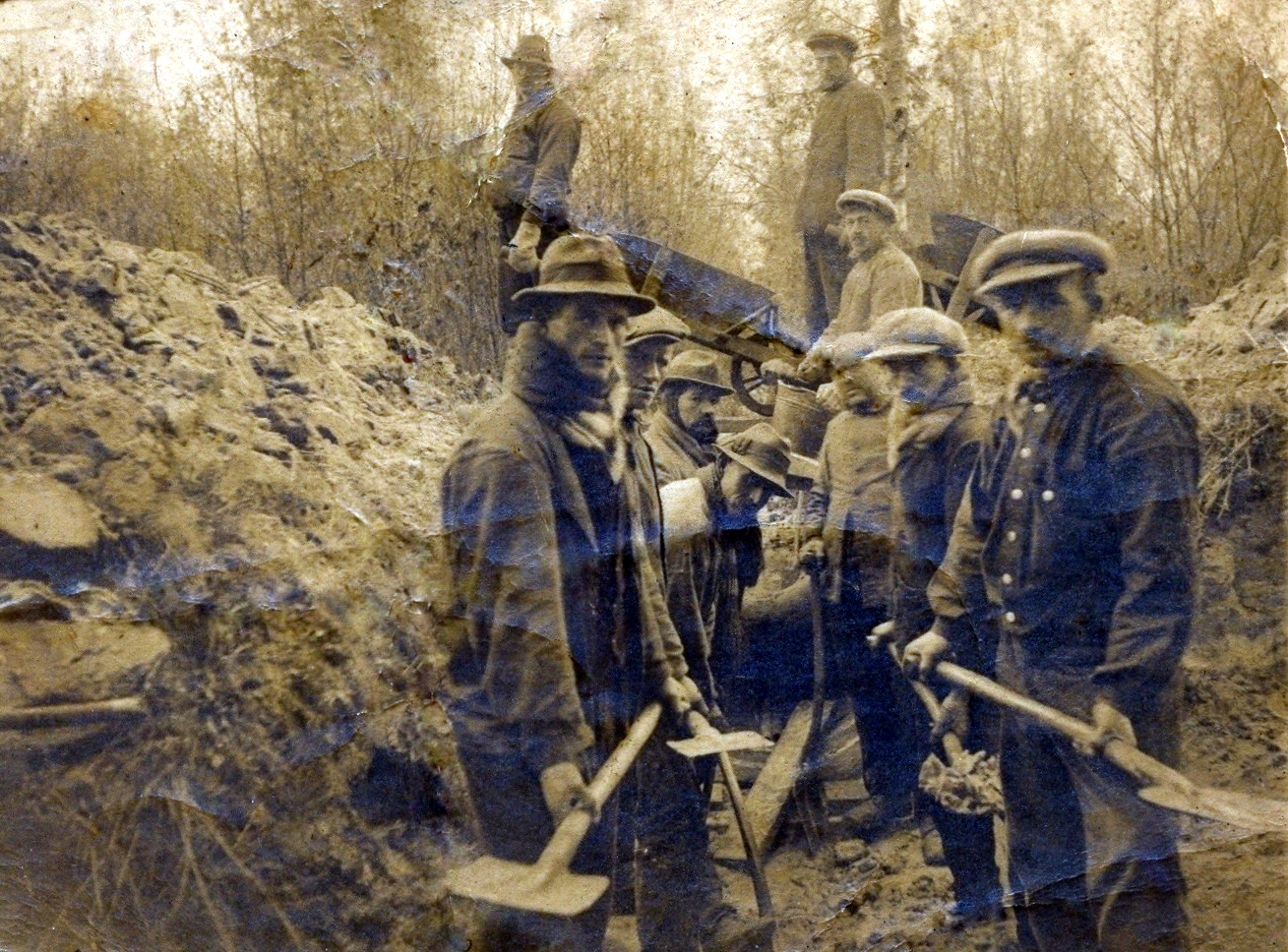
Poldermannen aan het werk bij Lieshout

Tijdens het burgemeesterschap van Antoon van den Heuvel vonden in het dorp twee ingrijpende veranderingen plaats. De eerste was de aanleg van het Wilhelminakanaal, waartoe op 17 juni 1905 door de Tweede Kamer werd besloten. Tijdens de hoorzitting in Lieshout op 11 oktober 1909 werden 32 bezwaren ingediend, de meeste door eigenaren die door het kanaal zouden worden afgesneden van hun gronden. Men verzette zich met name tegen het wegbezuinigen van de brug die gepland was in de weg naar Stiphout en tegen de te steile op- en afritten van de vaste bruggen. De bezwaren werden niet gehonoreerd.
In de gemeente Lieshout werd aan het kanaal gegraven tussen 1916 en 1923. Het tracé door het dorp was 3840 meter lang en om het te kunnen graven werden 218 kavels onteigend, met een totale oppervlakte van ruim 47 hectare. Omdat er als gevolg van de Eerste Wereldoorlog een groot tekort was aan steenkool voor graafmachines, werd het kanaal bij Lieshout grotendeels met de schop uitgegraven. Hiertoe kreeg het dorp gedurende die jaren ongeveer driehonderd tijdelijke bewoners, de zogenaamde polderjongens, die waren ondergebracht in houten keten. De aanleg van het kanaal zou voor Lieshout twee belangrijke gevolgen hebben. Allereerst werden de twee oudste buurtschappen, 't Hof en het Achterbosch, van de dorpskern afgesneden. Daarnaast creëerde het kanaal groeikansen voor enkele bedrijven, waaronder het latere Royal Swinkels.

## Ontginningen
De tweede ingrijpende verandering begon in 1917, toen de gemeenteraad het principebesluit nam om weer gronden uit de gemeynt te gaan verkopen. Tegen het einde van de voorgaande eeuw was kunstmest geïntroduceerd. Dat bood nieuwe mogelijkheden tot ontginning van woeste grond nabij het gehucht Ginderdoor. De gemeente Lieshout wilde daarvan graag gebruikmaken, temeer daar de Rijksoverheid bijdragen in het vooruitzicht stelde voor landontginningen. Na een aarzelende beginperiode nam de ontginning in de jaren 1928–1929 sterk toe, waardoor de hoeveelheid cultuurgrond in de gemeente Lieshout met vijftig procent groeide. De bevolkingstoename die het gevolg was van de kinderrijke gezinnen van de "pioniers" leidde ertoe dat er nabij Ginderdoor een school gebouwd werd en dat er winkels, een smederij, een bakkerij en diverse cafés gevestigd werden. De nieuwe nederzetting die zo ontstond kreeg allengs de allure van een dorp.

## Privé
Antoon van den Heuvel werd geboren als zoon van Johannes van den Heuvel (1836-1902), burgemeester en secretaris van Lieshout, en Petronella Brox (1834-1900). Hij trouwde op 23 juli 1901 te Mill en St. Hubert met Cornelia Justina van Hout (1874-1967). Ze kregen zeven kinderen, vier zonen en drie dochters. In 1902 solliciteerde Antoon van den Heuvel naar het ambt van burgemeester/secretaris dat was vrijgekomen door het overlijden van zijn vader. Op 10 december van dat jaar werd hij benoemd. Naast burgemeester/secretaris was Van den Heuvel ook boer en bekleedde hij enkele nevenfuncties waaronder kerkmeester, voorzitter van de plaatselijke afdeling van de R.K. Kiesvereniging 'Helmond', en van de stierenkeuringscommissie.  Bij zijn inhuldiging werden door hem alle mannelijke inwoners van Lieshout van zestien jaar en ouder op onbekrompen wijze onthaald, waarom in den avond nog menige toast op den beminden en milden Burgemeester werd uitgebracht .... 